# Acherontiella prominentia
Acherontiella prominentia är en urinsektsart som beskrevs av ?E. Thibaud, Weiner in Najt och Loïc Matile 1997. Acherontiella prominentia ingår i släktet Acherontiella och familjen Hypogastruridae. Inga underarter finns listade i Catalogue of Life.